# Mo Bamba (Lied)
Mo Bamba ist ein Lied des US-amerikanischen Rappers Sheck Wes aus dem Jahre 2017. Die zweite Singleauskopplung seines Debütalbums Mudboy wurde von dem Rapper zusammen mit den Produzenten des Songs, dem Duo Denzel Baptiste und David Biral aka Take a Daytrip und Jerry Cruz alias 16yrold, geschrieben.

## Hintergrund
Mo Bamba entstand als Freestyle. Sheck Wes erdachte das Konzept in etwa 20 Minuten und machte sich im Vorfeld keine Notizen. Über einen Beat, den Take a Daytrip auf ihrem Laptop mitbrachten, trug der Musiker seine Leadvocals in einem Take vor; nach der Aufnahme lehnte er den Vorschlag der Produzenten ab, einige der Zeilen zwecks Verbesserung neu einzusingen. Lediglich zusätzliche Adlibs wurden nachträglich hinzugefügt. Während der Aufnahme kam es zu einem kurzen Aussetzer des Instrumentals, als der Computer, welcher dieses abspielte, einfror. Sheck Wes behalf sich damit, zur Überbrückung einige Schimpfwörter rhythmisch in das Mikrofon zu schreien. Der Beat setzte kurze Zeit später wieder ein, sodass es dem Interpreten gelang, im richtigen Moment weiterzurappen. Dieser Zwischenfall wurde im fertigen Lied beibehalten. Benannt wurde Mo Bamba nach dem Basketballspieler Mohamed „Mo“ Bamba, mit welchem Wes zusammen in Harlem aufwuchs. Er findet auch im Text Erwähnung, wird dort jedoch nur als "Mo" bezeichnet.

## Musik und Text
Mo Bamba kann dem Genre Trap zugeordnet werden. Es stützt sich auf einen minimalistischen Beat, welcher vorwiegend aus einer einfachen, sich fortlaufend wiederholenden Keyboardmelodie besteht, welche mit tiefen, verzerrten 808-Bass-Drums, elektronischem Bass, Hi-Hats und Claps unterlegt ist. Für die meiste Zeit singt Sheck Wes, wobei seine Zeilen immer dieselbe Tonfolge besitzen. Lediglich nach dem Aussetzer des Instrumentals findet ein Flowwechsel statt, und der Interpret beginnt, zu rappen. Nach dieser Strophe geht er erneut zum Gesang über. Seine Stimme ist dabei dezent mit dem Effekt Autotune verfremdet. Der Text des Liedes handelt überwiegend von der Libido des Musikers sowie seinem Erfolg und Reichtum. Dabei droht er dem Zuhörer und erwähnt, insgeheim Sex mit dessen Freundin gehabt zu haben.

## Musikvideo
Das unter der Regie von Tyler Ross, Nick Walker und Sheck Wes selbst entstandene Musikvideo zu Mo Bamba ist (mit Ausnahme einiger rot hervorgehobener, fest eingeblendeter Untertitel) zur Gänze in Schwarzweiß gehalten. Zu sehen ist der Interpret, wie er auf einem Elektromobil fährt, sowie in manchen Szenen (zu Beginn noch mit zwei Krücken, welche er durch die Luft wirbelt, später aber dann wegwirft) steht und tanzt. Er ist in mehreren Sequenzen von einer Vielzahl von Leuten umgeben, die seine kurzen, ruckartigen Bewegungen nachahmen. Wes und seine Clique werfen dabei häufig Geldscheine in die Luft; mehrere Personen spielen Basketball. Der Rapper wird in einer Nebenhandlung von zwei Männern beobachtet und verfolgt, die ihm eine große Tasche mit Geld anbieten, in der Absicht, ihn für einen Plattenvertrag gewinnen zu können. Als sie jedoch bemerken, dass Wes den Inhalt dieser ebenfalls lediglich in der Umgebung verstreut, erkennen sie, dass er kein Interesse an dem Geschäft hat.

## Rezeption

### Kritiken
Mo Bamba erhielt äußerst positive Kritiken und konnte sich in mehreren Jahresendlisten platzieren. Da das Lied nach seiner Veröffentlichung erst im darauffolgenden Jahr Bekanntheit erlangte und kommerzielle Erfolge verzeichnen konnte, inkludierte man es hauptsächlich in Bestenlisten über 2018, darunter jene von Rolling Stone und Billboard. Gepriesen wurde vor allem der Unterhaltungswert des Liedes; mehrere Kritiker bemerkten, dass es unmöglich wäre, nicht das Bedürfnis zu Tanzen zu verspüren, sobald das Lied zu spielen beginnt. Insbesondere die Stelle, an welcher der Beat aussetzte und Sheck Wes mehrere Flüche improvisierte, wurde wiederholt als herausragender Moment des Titels wahrgenommen. Dem Song wurde außerdem Zeitlosigkeit sowie ein Status als Hip-Hop-Klassiker vorhergesagt.

### Chartplatzierungen
Mo Bamba war vor allem in den USA ein großer kommerzieller Erfolg, dem es gelang, auf Platz 6 der Charts zu klettern. Das Lied wurde dort mit Fünffachplatin ausgezeichnet. Auch in Kanada schlug es sich gut, wo es Position 5 erreichte. In Großbritannien erreichte es Platz 26 und wurde mit Gold ausgezeichnet. Im Rest der Welt war es deutlich weniger erfolgreich und platzierte sich überwiegend im Mittelfeld der Hitparaden. Im deutschsprachigen Raum konnte sich der Song lediglich in den Schweizer Charts behaupten, wo er Nummer 56 einnahm.
| ChartsChartplatzierungen       | Höchstplatzierung | Wochen |
| ------------------------------ | ----------------- | ------ |
| Schweiz (IFPI)                 | 56 (1 Wo.)        | 1      |
| Vereinigte Staaten (Billboard) | 6 (28 Wo.)        | 28     |
| Vereinigtes Königreich (OCC)   | 26 (18 Wo.)       | 18     |

| ChartsJahrescharts (2019)      | Platzierung |
| ------------------------------ | ----------- |
| Vereinigte Staaten (Billboard) | 49          |

### Auszeichnungen für Musikverkäufe
| Land/Region                  | Auszeichnungen für Musikverkäufe (Land/Region, Auszeichnung, Verkäufe) | Verkäufe  |
| ---------------------------- | ---------------------------------------------------------------------- | --------- |
| Brasilien (PMB)              | Platin                                                                 | 40.000    |
| Dänemark (IFPI)              | Gold                                                                   | 45.000    |
| Frankreich (SNEP)            | Gold                                                                   | 100.000   |
| Italien (FIMI)               | Gold                                                                   | 35.000    |
| Kanada (MC)                  | 3× Platin                                                              | 240.000   |
| Neuseeland (RMNZ)            | 2× Platin                                                              | 60.000    |
| Polen (ZPAV)                 | Platin                                                                 | 50.000    |
| Portugal (AFP)               | Platin                                                                 | 10.000    |
| Spanien (Promusicae)         | Gold                                                                   | 30.000    |
| Vereinigte Staaten (RIAA)    | 5× Platin                                                              | 5.000.000 |
| Vereinigtes Königreich (BPI) | Platin                                                                 | 600.000   |
| Insgesamt                    | 4× Gold · 14× Platin ·                                                 | 6.210.000 |